# Affärsvärlden
Affärsvärlden är ett svenskt ekonomiskt veckomagasin som grundades 1901. Magasinet är känd för sin börsbevakning och grävande journalistik. Affärsvärlden har prisats för sin journalistik vid många tillfällen, och bland annat valdes den till Årets tidskrift 2022. 
Sedan 1984 delar Affärsvärlden ut utmärkelsen Årets ledare.
Ansvarig utgivare sedan mars 2020 är Peter Benson. Chefredaktör sedan oktober 2024 är Max Jedeur Palmgren. Namnkunniga chefredaktörer genom åren inkluderar Peter Benson, Jon Åsberg, Ronald Fagerfjäll och Ebba Lindsö.
Magasinet ges ut av AFV Media AB på licens från Stiftelsen Affärsvärlden.
Affärsvärlden har varit i fokus i forskningssammanhang flera gånger. Bland annat för att studera hur entreprenörer som är män porträtteras samt hur kvinnor och män i ledande position porträtteras.

## Dagstidning
En årgång, 1908, har klassats som dagstidning av Kungliga Biblioteket. Ansvarig utgivare 1903–1908 var filosofie licentiaten Erik Eriksson Etzel, som satt på redaktionen i Göteborg. Elanders boktryckeri i Göteborg tryckte tidningen bara i svart med antikva som typsnitt. 1908 användes stora satsytor 59–63 cm × 39–46 cm men tidningen hade bara två sidor, dvs den bestod av bara ett blad. Tidningen kom ut torsdagar och en årsprenumeration kostade 10 kr.